# Batterij (schaken)
Een batterij bij het spel schaken wordt gevormd wanneer twee stukken (meestal torens) met elkaar in dezelfde lijn van beweegrichting staan. Het ene schaakstuk verdedigt daarmee het andere stuk.
Een batterij kan ook worden gevormd door een toren en een dame of een loper en een dame. 
Daarnaast kunnen de dame en de twee torens samen een drievoudige batterij vormen.
Een batterij kan alleen maar door twee of meer zogenaamde baanstukken worden gevormd. Die hebben bereik over de langst mogelijke afstand over het bord: dame, toren en loper.
In het diagram heeft wit een batterij van twee torens en een dame waarmee hij mat achter de paaltjes kan geven.
De drie stukken bedreigen veld d8 (hoewel niet tegelijk), terwijl d8 door slechts twee zwarte stukken gedekt wordt.
Wit speelt eerst 1. Td8†. De toren wordt geslagen. Daarna volgt 2. Dxd8†. Tegen het derde stuk heeft zwart geen verweer: Txd8#.